# Maryse Thomas
Maryse Thomas é uma empreendedora de negócios relacionados à internet. Ela é a CEO e fundadora da Pokeware, uma empresa de tecnologia e mídia que possui como meta maximizar o potencial de soluções para e-commerce através de plataformas de mídia. 
Maryse já participou como convidada em vários programas na TV americana, como Fox News, CNBC e Bloomberg.

## Outros Trabalhos
Além do trabalho com na Pokeware, Maryse é um membro ativo na TechNet, e participa de vários eventos que discutem inovações econômicas. Ela é Assessora do Conselho das empresas Flingo, Saavn e I/o Ventures.
Maryse também é esportista e compete anualmente na Maratona de Nova Iorque.